# Zouping
Zouping is een stad in de Chinese provincie Shandong, in het zuiden van de prefectuur Binzhou. Zouping ligt tussen de miljoenensteden Jinan en Zibo.
In 2024 telde Zouping 768.300 inwoners.